# UNESCO
United Nations Educational, Scientific and Cultural Organization (forkortet UNESCO eller Unesco) er FN's organisation for uddannelse, kultur, kommunikation og videnskab.
Et medlemskab af UNESCO går hånd i hånd med FN-medlemskabet. Det betyder, at alle FN-medlemmer har ret til medlemskab af UNESCO, mens ikke-FN-medlemmer efter anbefaling af organisationens styrelsesråd kan optages. Ligeledes vil en eksklusion af FN-samarbejdet også betyde eksklusion af UNESCO.
Organisationen er finansieret af de enkelte medlemslande. Budgettet for 2004 og 2005 var på 610 mio. USD. Derudover har de 360 mio. USD ekstra til at støtte til forskellige projekter. Endelig arbejder man sammen med ca. 350 forskellige ikkestatslige organisationer der blandt andet fungerer som rådgivere eller opererer i et direkte samarbejde på specifikke projekter inden for deres ekspertise.

## Struktur
Som organisation er UNESCO bygget op efter en traditionel organisationsstruktur med en hierarkisk pyramideformet struktur bestående af flere organer med en bestyrelse (generalkonferencen) og en direktør (generaldirektør) i toppen.
Overordnet set består UNESCO af tre hovedaktører:
- Generalkonferencen
- Styrelsesrådet (tidl. "Forretningsrådet")
- Sekretariatet

### Generalkonferencen
Den øverste i hierarkiet er generalkonferencen. Generalkonferencen består af fem delegerede fra hvert medlemsland udpeget af de enkelte landes regeringer. Medlemslandene samles hvert andet år til generalkonference. Her godkender medlemslandene det fremtidige program og budget, samt organisationens generelle politik. Endelig er generalforsamling rådgivende organ for FN i spørgsmål vedrørende kernepunkterne uddannelse, videnskab, kultur og kommunikation.
På generalkonferencen udpeges organisationens styrelsesråd og efter dens anbefaling udpeger generalkonferencen generaldirektøren, der vælges for fire år ad gangen (tidligere var det for en seksårig periode). Hver medlemsstat har én stemme på generalkonferencen.

### Styrelsesrådet
Styrelsesrådet består af 58 medlemslande og har til opgave at forberede dagsordenen til generalkonferencen, samt ansvaret for, at det på generalkonferencens vedtagne program bliver udført. Rådet arbejder i princippet på generalkonferensens vegne og ikke som repræsentanter for deres respektive regeringer. Rådet skal samles mindst fire gange inden for en to-årig periode. Samlet set arbejder styrelsesrådet på vegne af generalkonferencen.

### Sekretariatet
Sekretariat er fysisk placeret på organisationens hovedkontor i Paris. Det er sekretariatet, under generaldirektørens direktion, der rent praktisk søger for implementeringen af programmer vedtaget på generalkonferencerne. Sekretariatet er således organisationens udøvende organ. Hovedansvaret for gennemførelsen af det vedtagne program ligger hos generaldirektøren.

## Historie
Den 16. november 1942, tre år inden afslutningen på 2. verdenskrig, blev CAME – Conference of Allied Ministers of Education – dannet. Et forum hvori flere af De Allierede landes uddannelsesministre på opfordring af Malcolm Robertson, den tidligere formand for England og Wales' undervisningsministerium, mødtes i London. Tanken bag mødet var i fællesskab at diskutere genopbygningen af uddannelsessystemerne i de besatte såvel som i de krigsødelagte nationer. Deltagerne på det første møde var en lille kreds, bestående af undervisningsministre fra Belgien, Tjekkoslovakiet, Grækenland, Holland, Norge, Polen og Jugoslavien, samt den senere modtager af Nobels fredspris René Cassin, repræsentant for den senere franske præsident Charles de Gaulles frie franske styrker.
Efter den første samling afholdte CAME jævnligt møder, selskabet blev udvidet og fra maj 1943 var også Luxembourg blandt deltagerne. Ved selv samme maj-møde nedsatte CAME en ad hoc-kommission, der havde til formål at analysere en rapport, udarbejdet af blandt andre The Council for Education in World Citizenship, der anbefalede "oprettelsen af en international organisation for uddanellse, så hurtigt som muligt." Et arbejde som CAME valgte at tage på sig samtidig med, at organisationens medlemsskare blev udvidet betragteligt, heriblandt med USA. Fra februar 1944 blev der arbejdet målrettet mod dannelsen af en international organisation, der havde uddannelsesområdet som sit primære virke. Efter den officielle etablering af et mellemstatsligt samarbejde i skikkelse af FN ved San Francisco-konferencen i april 1945, blev det efter fransk anbefaling besluttet, at der skulle afholdes en konference i England, hvor udkastet til en international organisation samarbejdende omkring både uddannelse og kultur skulle udarbejdes. Under ledelse af Englands daværende undervisningsminister Ellen Wilkinson blev konferencen afholdt i London på Institute of Civil Engineers fra 1. til 16. november samme år. Et år senere den 4. november 1946 underskrev Grækenland, som den 20. stat UNESCOs forfatning. FN's organisation for uddannelse, videnskab, kultur og kommunikation var en realitet.

## Medlemmer
Der er mere end 190 selvstændige stater, der er medlemmer af UNESCO. Det nyeste selvstændige medlem er Sydsudan, der blev optaget den 27. oktober 2011.
Desuden er to britiske besiddelser i det sydlige Stillehav medlemmer. Det er Cookøerne (optaget 25. oktober 1989) og Niue (optaget 26. oktober 1993). Disse to øgrupper er associerede stater uden fuldt selvstyre. De er i løse forbund med New Zealand.
Den palæstinensiske Befrielsesorganisation blev observatør i UNESCO i 1974. Den 31. oktober 2011 tilbød Generalkonferencen Det palæstinensiske selvstyre den samme status som Cookøerne og Niue. Det palæstinensiske medlemskab træder dog først i kraft, når aftalen er blevet ratificeret.
Gældende fra d. 31 december 2018 valgte både Israel og USA at træde ud af UNESCO, hvorfor disse stater ikke længere er medlem af organisationen.

## Associerede medlemmer
De associerede medlemmer er otte ikke-selvstændige øgrupper, der er knyttede til Danmark, Holland, Kina, New Zealand eller Storbritannien. Macao er dog både en halvø og nogle øer.

### Associeret område i Stillehavet
Cookøerne og Niue har ikke fuldt selvstyre, og de er afhængige af New Zealand. Disse øgrupper har alligevel opnået fuldt medlemskab af UNESCO.
- Tokelau, britisk besiddelse i det sydlige Stillehav, administreres af New Zealand, optaget 15. oktober 2001.

### Associeret region vedPerleflodenog detSydkinesiske Hav
- Macao, tidligere portugisisk koloni, der blev en kinesisk speciel administrativ region (SAR) i 1999, optaget 25. oktober 1995.

### Associeredehollandskebesiddelser iCaribien
Nederlandske Antiller blev associeret medlem den 23. oktober 1983.
Aruba udtrådte af de Nederlandske Antiller den 1. januar 1986 og blev associeret medlem af UNESCO i 1987. Nederlandske Antiller blev opløst søndag den 10. oktober 2011, og senere i samme måned blev Curaçao og Sint Maarten associerede medlemmer af UNESCO.
- Aruba, optaget 20. oktober 1987.
- Curaçao, optaget 25. oktober 2011.
- Sint Maarten, optaget 25. oktober 2011.

### Associeredebritiskebesiddelser iCaribien
- Britiske Jomfruøer, optaget 24. november 1983.
- Caymanøerne, optaget 30. oktober 1999.

### Associeret øgruppe i det nordligeAtlanterhav
- Færøerne. Ifølge Fámjinserklæringen fra 2005 støtter Danmarks regering associeret færøsk medlemskab i mellemfolkelige organisationer, optaget 12. oktober 2009.

Generaldirektører siden UNESCOs start i 1946
| 1 | Julian Huxley           | (1946–1948)   | Storbritannien |  |
| 2 | Jaime Torres Bodet      | (1948–1952)   | Mexico         |  |
| 3 | John Wilkinson Taylorn1 | (1952–1953)   | USA            |  |
| 4 | Luther Evans            | (1953–1958)   | USA            |  |
| 5 | Vittorino Veronese      | (1958–1961)   | Italien        |  |
| 6 | René Maheu              | (1962–1974)n2 | Frankrig       |  |
| 7 | Amadou-Mahtar M'Bow     | (1974–1987)   | Senegal        |  |
| 8 | Federico Mayor Zaragoza | (1987–1999)   | Spanien        |  |
| 9 | Koïchiro Matsuura       | (1999–2009)   | Japan          |  |
| 10 | Irina Bokova            | (2009–2017)   | Bulgarien      |  |
| 11 | Audrey Azoulay          | (2017– )      | Frankrig       |  |
| n1 Taylor var fungerende generaldirektør efter, at Bodet trak sig fra stillingen i 1952                                                |                         |               |                |  |
| n2 Maheu var fungerende generaldirektør fra 1961, da Veronese trak sig af helbredsmæssige årsager, og blev valgt til stillingen i 1962 |                         |               |                |  |
| |                         |               |                |  |

## Ekstern henvisning
- Wikimedia Commons har flere filer relateret til UNESCO
- Officiel hjemmeside (engelsk)

48°51′N 2°19′Ø / 48.85°N 2.31°Ø
|  | Infoboks uden skabelon Denne artikel har en infoboks dannet af en tabel eller tilsvarende. |